# L'imperatore di Roma
L'imperatore di Roma è un film italiano del 1987 diretto da Nico D'Alessandria.  
Il film racconta le giornate di un tossicodipendente romano di nome Gerry dedito all'accattonaggio, attraverso le interminabili camminate del protagonista in una Roma decadente.

## Il protagonista tra finzione e realtà
L'attore protagonista Gerardo Sperandini nel film interpreta se stesso. In un'intervista il regista Nico D'Alessandria ha dichiarato: 
Sperandini morì a 47 anni il 30 dicembre del 1999 per le complicanze dovute al diabete.

## Produzione
L'idea iniziale di Nico D'Alessandria prevedeva di raccontare diverse storie di giovani della periferia romana ma il regista decise di trattarne una sola in modo più approfondito dopo l'incontro con Gerardo Sperandini. Il film fu girato a partire da una sceneggiatura di poche pagine con scarsissime risorse e molte difficoltà. La macchina da presa e pochi altri mezzi erano di proprietà dell'operatore Roberto Romei, la pellicola era quella più economica disponibile nel formato a 35mm, proveniente dalla Germania Est. In molte situazioni l'attore protagonista non capiva quello che il regista gli chiedeva di fare. Inizialmente il film fu pensato come film muto e la decisione di sonorizzarlo e doppiarlo fu presa solo successivamente.

## Critica
(Morando Morandini)